# Hessische Rhön
Hessische Rhön este o arie protejată (arie de protecție specială avifaunistică — SPA) din Germania întinsă pe o suprafață de 36.080,13 ha, integral pe uscat.

## Localizare
Centrul sitului Hessische Rhön este situat la coordonatele 50°25′32″N 9°55′43″E / 50.4256°N 9.9286°E.

## Înființare
Situl Hessische Rhön a fost declarat arie de protecție specială avifaunistică în martie 1992 pentru a proteja 31 de specii de animale.

## Biodiversitate
Situată în ecoregiunea continentală, aria protejată nu include niciun habitat protejat.
La baza desemnării sitului se află mai multe specii protejate de  păsări (31): fluierar de munte (Actitis hypoleucos), minunița (Aegolius funereus), pescăruș albastru (Alcedo atthis), rață mică (Anas crecca crecca), fâsă de luncă (Anthus pratensis), fâsă de pădure (Anthus trivialis), buha (Bubo bubo), mugurar roșu (Carpodacus erythrinus), barză neagră (Ciconia nigra), erete vânăt (Circus cyaneus), Corvus monedula, prepeliță (Coturnix coturnix), cristeiul de câmp (Crex crex), ciocănitoare neagră (Dryocopus martius), Falco peregrinus peregrinus, șoimul rândunelelor (Falco subbuteo), becațină comună (Gallinago gallinago), ciuvică (Glaucidium passerinum), sfrâncioc roșiatic (Lanius collurio), sfrâncioc mare (Lanius excubitor excubitor), grelușelul-de-tufiș (Locustella fluviatilis), gaia roșie (Milvus milvus), viespar (Pernis apivorus), pitulice sfârâitoare (Phylloscopus sibilatrix), ciocănitoare verzuie (Picus canus), ploier auriu (Pluvialis apricaria), mărăcinar (Saxicola rubetra), sitar de pădure (Scolopax rusticola), cocoșul de mesteacăn (Tetrao tetrix tetrix), mierlă gulerată (Turdus torquatus), nagâț (Vanellus vanellus).